# كريستيان رودولف فيلهلم فيدمان
كريستيان رودولف فيلهلم فيدمان (بالألمانية: Christian Rudolph Wilhelm Wiedemann)‏ (و. 1770 – 1840 م) هو عالم حشرات، وطبيب، وعالم طبيعي، وأستاذ جامعي، وطبيب التوليد والنساء من ألمانيا . ولد في براونشفايغ.
توفي في كيل .

## أعمال بارزة
من أهم أعماله:
- Wiblingen Abbey.

## مناصب وهيئات
أدار جامعة كيل.